# Ainars Bagatskis
Ainars Bagatskis, né le 29 mars 1967, à Riga, en République socialiste soviétique de Lettonie, est un joueur et entraîneur letton de basket-ball. Il évolue durant sa carrière au poste d'arrière.

## Biographie
En décembre 2016, Bagatskis quitte son poste d'entraîneur adjoint du Darüşşafaka Doğuş, où il évoluait sous la direction de David Blatt et devient entraîneur du Maccabi Tel-Aviv, où Blatt s'est fait connaître comme entraîneur. Bagatskis signe un contrat qui dure jusqu'à la fin de la saison 2016-2017. Il est limogé en mai 2017 et remplacé par Arik Shivek.
En juillet 2018, Bagatskis est nommé entraîneur du club allemand de Brose Baskets. Il est limogé en janvier 2019.